# Jarno Saarinen
Pour les articles homonymes, voir Saarinen.
Jarno Saarinen est un pilote de vitesse moto finlandais né le 11 décembre 1945, à Turku (Finlande) et décédé le 20 mai 1973 à Monza (Italie) dans un accident.

## Biographie

### Carrière
Jarno Saarinen commence à courir en Grand Prix en 1970, dans une écurie privée, avec pour monture une 125 Puch et une 250 Yamaha. Ses bons résultats poussent la marque nippone à s'intéresser à lui et les dirigeants lui offrent un guidon d'usine en 1972. Grâce aux moyens du team d'usine, il remporte le titre en catégorie 250 cm³. Il participe ensuite au développement de la 500 TZ.
Précurseur bien avant l'heure, Jarno Saarinen marqua son époque par son style de pilotage jugé "limite" par ses concurrents : il pilotait extrêmement déhanché, pour l'époque, tout en provoquant des dérobades partielles de sa roue arrière. En fait, Kenny Roberts le confirma plusieurs décennies plus tard, Jarno Saarinen avait trouvé la technique pour provoquer la glisse de sa roue arrière,avec les Dunlop triangulaires qui permettaient cette glisse lors d'un dépassement de l'angle. Dès lors, une ère nouvelle s'ouvrait dans le pilotage des grands prix moto. Ce pilote, qui est passé du stade d'espoir au stade de légende, était un très grand pilote : il fut le premier non-américain à gagner en 1973 les 200 miles de Daytona avec sa 350 TZ, profitant, il est vrai, de nombreuses casses des 750 Honda, 750 Kawasaki et autres Suzuki. Il recommença lors des 200 miles d'Imola, toujours avec sa 350 TZ. Les motos concurrentes ne cassèrent pas, et Jarno gagna la course très facilement. Un vent d'humiliation souffla cet après-midi là sur Imola.
Lorsque, fin 1972, Yamaha lui confirma son passage en 500, Jarno n'avait en tête que de battre Giacomo Agostini. 
Pour la saison suivante Jarno a pour coéquipier son vieil ami et compatriote Teuvo Länsivuori au sein du team Ardwison. Le premier grand prix de cette saison 1973, sur le Circuit Paul-Ricard, en France, fut le théâtre d'une véritable démonstration de pilotage et de mise au point. Saarinen gagna la course devant Phil Read tandis qu'Agostini chutait (il n'avait plus chuté depuis des années)[réf. nécessaire] en essayant de suivre le rythme. Il en fut de même au grand prix d'Autriche sur le Salzburgring. Mais en Allemagne, en tête depuis le début de la course, Jarno dut abandonner à la suite d'une casse de chaîne.
Déterminé à démontrer sur les terres d'Agostini qui était le plus fort, Saarinen n'a cessé de se préparer pour le grand prix de Monza. À ce sujet, la photo de la séance d'essai avec la 500 et son bas de carénage en alu prise par le journaliste Christian Lacombe pour l'hebdomadaire Moto Journal démontre bien la volonté du pilote.
Peu avant la course des 500, Jarno prit part à la course des 250 (Champion du monde 250 1972, il avait au préalable gagné les 3 premiers grands prix de l'année).

### Décès
Sa mort à Monza en 1973 est encore sujette à polémique.
L'accident qui causa sa mort eut lieu dans la première courbe juste après le départ, la Curva Grande. Le premier carambolage eut lieu entre Jarno et Renzo Pasolini. Saarinen, au vu des témoignages de pilotes de l'époque, fut tué sur le coup. Cette chute entraîna une série de chutes impliquant plus d'une douzaine de pilotes. Parmi ceux-ci, Chas Mortimer qui percuta Pasolini qui se relevait tout juste de son accrochage avec Saarinen. Pasolini ne se releva pas. En signe de deuil, Yamaha se retira du championnat du monde.
Aujourd'hui encore, personne ne sait réellement ce qui s'est passé. Certaines sources affirment que la Yamaha (privée) 350 cm³ de Dieter Braun fut victime d'une fuite d'huile dans l'avant-dernier tour de la course précédente. Plutôt que de rentrer au stand et d'abandonner, son équipe lui a demandé d'effectuer le dernier tour pour pouvoir empocher un minimum de points. Bien évidemment, il a aspergé la piste d'huile. Un pilote australien, John Dodds, a remarqué que la piste n'a pas été nettoyée et en informe la direction de course. Celle-ci n'a pas pris en considération sa remarque et a lancé le départ de la course des 250 cm³. Dans le premier virage, Renzo Pasolini roule sur l'huile et perd le contrôle de sa Harley-Davidson. D'autres pensent que la chute de Pasolini est dû au serrage de son moteur. Lors de l'entretien qu'elle accorde à Jacques Bussillet dans le n°220 (daté de février 2011) de Moto Légende, Soili Saarinen dit s'en tenir aux témoignages de Kent Andersson, Mario Lega et Tepi Länsivuori qui suivaient Renzo Pasolini et Jarno Saarinen qui affirment qu'une moto qui serre ne se comporte pas de cette façon et que c'est bien l'huile répandue sur la piste qui a provoqué la chute collective (page 53).

## Palmarès
Saarinen a gagné 16 Grand Prix.
- 1971 : Vice-Champion du monde en 250 cm³
- 1972 : Champion du monde 250 cm³, vice-champion 350 cm³
- 1973 : 3 victoires en 250 cm³, 2 victoires en 500 cm³

## Divers
Le pilote de Formule 1 italien Jarno Trulli, né près d'un an après la mort de Saarinen, a été prénommé ainsi en hommage au pilote finlandais disparu.